# James Harris (diplomático)
James Harris (Salisbury, 1746 - 1820), I conde de Malmesbury, fue un diplomático británico.

## Carrera diplomática
James Harris fue nombrado secretario del embajador británico ante España en 1768. Cuando James Grey abandonó su cargo, Harris permaneció como chargé d'affaires hasta la llegada de George Pitt. En 1770 tuvo alguna participación durante la crisis diplomática por las islas Malvinas de 1770 que puso al borde de la guerra a España y el Reino Unido.
En 1772 fue nombrado embajador plenipotenciario ante la corte de Prusia y en 1777 fue trasladado a San Petersburgo, para oficiar de embajador ante la corte de Rusia. En 1784 William Pitt lo nombró embajador en La Haya.
En reconocimiento a sus servicios, y considerando que su sordera lo obligó a abandonar la diplomacia, fue nombrado Earl of Malmesbury en 1800.
En 1777 contrajo matrimonio con Harriot Mary Amyand.
Publicó algunas notas sobre la revolución en Holanda.